# خماری عشق
«خماریِ عشق» (انگلیسی: Love Hangover) ترانه‌ای از خواننده آمریکایی دایانا راس است که در سال ۱۹۷۵ ضبط شد و در ۱۶ مارس ۱۹۷۶ به عنوان یک تک‌آهنگ منتشر شد. این ترانه به جایگاه شماره یک جدول‌های بیلبورد هات ۱۰۰ و ترانه‌های داغ آراندبی/هیپ-هاپ رسید.

## جدول‌های موسیقی
| جدول (۱۹۷۶)                                | بالاترین جایگاه |
| ------------------------------------------ | --------------- |
| استرالیا (گزارش موسیقی کنت)                | ۶۷              |
| بلژیک (اولتراتاپ ۵۰ والونی)                | ۴۴              |
| تک‌آهنگ‌های برتر کانادا (آرپی‌ام)             | ۹               |
| موسیقی معاصر بزرگسالان کانادا (آرپی‌ام)     | ۵               |
| فرانسه (آی‌اف‌اوپی)                          | ۳۰              |
| ایرلند (ایرما)                             | ۱۱              |
| ایتالیا (موزیکا ئی دیسکی)                  | ۱۶              |
| هلند (۴۰ آهنگ برتر)                        | ۲۳              |
| هلند (۱۰۰ تک‌آهنگ برتر)                     | ۱۸              |
| نیوزیلند (ریکوردد میوزیک ان‌زد)             | ۲۸              |
| تک‌آهنگ‌های بریتانیا (اوسی‌سی)                | ۱۰              |
| بیلبورد هات ۱۰۰ ایالات متحده               | ۱               |
| بزرگسالان معاصر ایالات متحده (بیلبورد)     | ۱۹              |
| ترانه‌های باشگاه رقص ایالات متحده (بیلبورد) | ۱               |
| ترانه‌های داغ سول ایالات متحده (بیلبورد)    | 1               |

| جدول (۱۹۷۶)                    | جایگاه |
| ------------------------------ | ------ |
| تک‌آهنگ‌های برتر کانادا (آرپی‌ام) | ۱۰۱    |
| تک‌آهنگ‌های بریتانیا (اوسی‌سی)    | ۹۲     |
| بیلبورد هات ۱۰۰ ایالات متحده   | ۱۵     |
| کش باکس ایالات متحده           | ۱۳     |